# Murter-Kornati
Murter-Kornati es un municipio de Croacia en el condado de Šibenik-Knin.

## Geografía
Se encuentra a una altitud de  m s. n. m. a 340 km de la capital nacional, Zagreb.

## Demografía
En el censo 2011 el total de población del municipio fue de 2 044 habitantes, distribuidos en las siguientes localidades:
- Kornati - 19
- Murter  - 2 025

| Gráfica de población de Murter-Kornati 1857-2011                    |
|                                                                     |
| Según los censos de población de la oficina estadística de Croacia. |